# Bienkoxenus mongolicus
Bienkoxenus mongolicus är en insektsart som beskrevs av Leo L. Mishchenko 1968. Bienkoxenus mongolicus ingår i släktet Bienkoxenus och familjen vårtbitare. Inga underarter finns listade i Catalogue of Life.